# Крулевська-Воля (Лодзинське воєводство)
Крулевська-Воля (пол. Królewska Wola) — село в Польщі, у гміні Тушин Лодзький-Східного повіту Лодзинського воєводства.